# IC 4742
IC 4742 est une vaste galaxie elliptique située dans la constellation du Paon. Sa vitesse par rapport au fond diffus cosmologique est de 4 414 ± 29 km/s, ce qui correspond à une distance de Hubble de 65,1 ± 4,6 Mpc (∼212 millions d'al). Cette galaxie a été découverte par l'astronome américain DeLisle Stewart en 1901.
À ce jour, quatre mesures non basées sur le décalage vers le rouge (redshift) donnent une distance de 54,275 ± 7,731 Mpc (∼177 millions d'al), ce qui est à l'intérieur des valeurs de la distance de Hubble. Notons cependant que c'est avec la valeur moyenne des mesures indépendantes, lorsqu'elles existent, que la base de données NASA/IPAC calcule le diamètre d'une galaxie et qu'en conséquence le diamètre d'IC 4742 pourrait être d'environ 68,3 kpc (∼223 000 al) si on utilisait la distance de Hubble pour le calculer.

## Groupe d'IC 4765
Selon A. M. Garcia IC 4742 fait partie du groupe d'IC 4765. Ce groupe de galaxies renferme au moins 31 membres dont trois du New General Catalogue et 19 de l'Index Catalogue.